# Oskar Königshöfer

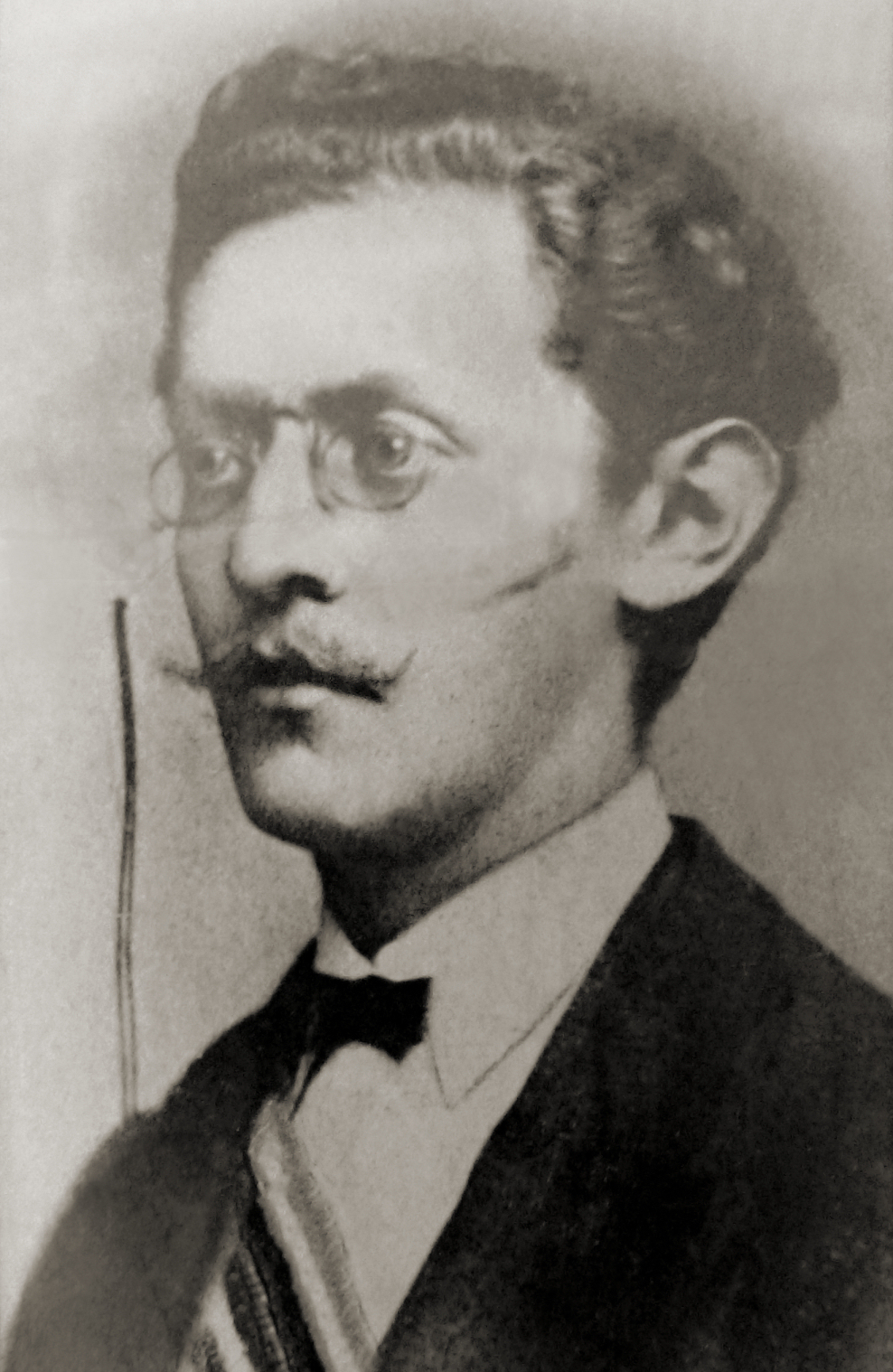
Oskar Königshöfer

Oskar Königshöfer (* 4. Dezember 1851 in Kaiserslautern; † 10. April 1911 in Stuttgart) war ein deutsch-jüdischer Augenarzt.

## Leben
Als Sohn des jüdischen Stabsarztes in der  Bayerischen Armee Theodor Königshofer, der Mitglied der Gesellschaft Deutscher Naturforscher und Ärzte war, studierte Königshöfer Medizin an der Friedrich-Alexander-Universität. Er war Mitglied, später Ehrenmitglied des Corps Rhenania Erlangen (1873) und Angehöriger der Erlanger Franconia III (1894). Als Ophthalmologe gründete er in Stuttgart am 1. Juli 1878 eine private Augenheilanstalt und am 1. Januar 1883 die Dr. Königshöfer’sche Vereins-Augenanstalt für weniger bemittelte und Arme. In Anwesenheit des württembergischen Thronfolgerpaares wurde 1886 ein eigenes Klinikgebäude eingeweiht. Mit Erlaubnis der württembergischen Königin Charlotte zu Schaumburg-Lippe hieß die Klinik ab 1892 Charlottenheilanstalt für Augenkranke. Oskar Königshöfer leitete sie bis zu seinem Tod. Die Charlottenklinik Stuttgart besteht noch heute.
Als Professor (1898) und Geheimer Hofrat (1908) war Königshöfer Leibarzt von Charlotte zu Schaumburg-Lippe, der letzten Königin von Württemberg. 1900 wurde er zum Vorstand des Vereins für freie Arztwahl gewählt. Ihm gelang es, in Stuttgart die Einführung der freien Arztwahl durchzusetzen, was eine für Deutschland bahnbrechende Neuerung war. Er war Mitglied der Stuttgarter Freimaurerloge Wilhelm zur aufgehenden Sonne.
Mit seiner Frau Betty geb. Bärlein († 1936) hatte er vier Kinder. Die 1887 geborene (und 1891 getaufte) Tochter Margarete wurde Ende 1941 von den Nationalsozialisten nach Estland deportiert. Vermutlich kam sie 1942 in einem Konzentrationslager bei Riga um.

## Werke
- Ueber die Geschichte und die Ziele der Hygiene des Auges. Tübingen 1898.